# Киндер, Владимир
Владимир Киндер (словац. Vladimír Kinder; 9 марта 1969 года) — чехословацкий и словацкий футболист, защитник.

## Клубная карьера
В 1990 году футболист начал карьеру в составе «Слована» из Братиславы. В составе клуба он выиграл ряд трофеев и принимал участие в еврокубках, в том числе в Лиге чемпионов УЕФА 1992/93. В 1997 году защитник перешёл за 1 миллион £ в английский футбольный клуб «Мидлсбро». Первый матч за новый клуб словак провёл 25 января 1997 года против ФК «Эднесфорд Таун», в котором его команда победила со счётом 3:2. Первый матч в Премьер-лиге футболист провёл 1 марта 1997 года против «Шеффилд Уэнсдей» (3:1). Первый гол Владимир Киндер забил 5 марта 1997 года в матче против «Дерби Каунти», «Мидлсбро» выиграл со счётом 6:1. В составе «Мидлсбро» футболист принимал участие в финалах кубка Англии и кубке английской лиги. В чемпионате Англии 1996/97 Владимир сыграл 6 матчей и забил гол, «Мидлсбро» занял 19 место и вылетел из Премьер-лиги. В сезоне 1997/98 футболист сыграл 26 матчей и забил 2 гола в первом дивизионе, «Мидлсбро» занял 2 место и вернулся в Премьер-лигу. В кубке английской лиги защитник сыграл 6 матчей, в том числе финал против «Челси» (0:2). В сезоне 1998/99 словацкий защитник сыграл 5 матчей и забил 2 гола в Премьер-лиге, «Мидлсбро» занял 9 место в чемпионате. В 1999 году футболист перешёл в чешский футбольный клуб «Петра Дрновице» и помог клубу выйти в кубок УЕФА 2000/01, сыграв 12 матчей в чемпионате. В сезоне 2000/01 словак сыграл 7 матчей в чемпионате Чехии и 4 матча в кубке УЕФА, после чего в 2000 году перешёл в ФК «Артмедия Петржалка», за который сыграл 19 матчей и забил 6 голов в чемпионате Словакии. Владимир Киндер завершил карьеру в низших австрийских дивизионах.

## Сборные Чехословакии и Словакии
16 июня 1993 года футболист провёл единственный матч за сборную Чехословакии против Фарерских островов в отборочном турнире чемпионата мира 1994 года. Матч закончился победой Чехословакии со счётом 3:0.
2 февраля 1994 году Владимир провёл первый матч за сборную Словакии против ОАЭ. Словакия победила со счётом 1:0. 20 апреля 1994 года Владимир Киндер забил первый гол в матче против Хорватии, Словакия победила Хорватию со счётом 4:1. Защитник участвовал в отборочных турнирах чемпионатов Европы 1996 и 2000 годов и чемпионата мира 1998 года.

## Достижения
«Слован»
- Чемпион Чехословакии: 1991/92
- Чемпион Словакии: 1993/94, 1994/95, 1995/96
- Кубок Словакии: 1993/94, 1996/97
- Суперкубок Словакии: 1994, 1996
- Футболист года в Словакии: 1994

«Мидлсбро»
- Финалист кубка Англии: 1996/97
- Финалист кубка английской лиги: 1996/97 , 1997/98